# 오! 뷰리풀 라이프
"오! 뷰리풀 라이프"(Oh! Beautiful Life)는 한국에서 제작된 김인숙 감독의 2003년 코미디, 뮤지컬 영화이다. 김은혜 등이 주연으로 출연하였다.

## 출연

### 주연
- 김은혜
- 한상언
- 박영일

## 기타
- 조명: 강상옥
- 음향: 고대석
- 미술: 정은지